# Β-血小板球蛋白
β-血小板球蛋白（β-血小板球蛋白，也称为Pro-Platelet碱性蛋白）是存储在血小板的α-颗粒中并在血小板激活后大量释放的蛋白。
它是一种趋化因子（C-X-C基序）配体7的蛋白异型体。

## 作用
他是一种趋化因子，强烈地作用于成纤维细胞，对于中性粒细胞作用较弱。它是人成纤维细胞中有丝分裂，细胞外基质合成，葡萄糖代谢和纤溶酶原激活剂合成的刺激剂。
β-血小板球蛋白也影响巨核细胞的成熟，从而有助于调节血小板的生产。

## 临床应用
使用β-血小板球蛋白来诱导血小板活化。它在糖尿病中升高，通过ELISA来测量血浆或尿液中的含量，并经常与血小板因子4联合测定。